# Omobranchus mekranensis
Omobranchus mekranensis és una espècie de peix de la família dels blènnids i de l'ordre dels perciformes.

## Morfologia
- Els mascles poden assolir 6 cm de longitud total.[1][2]

## Reproducció
És ovípar.

## Hàbitat
És un peix marí de clima tropical.

## Distribució geogràfica
Es troba al Golf Pèrsic, el Golf d'Oman i Pakistan.